# Copa da Liga Japonesa de 2013
A Copa da Liga Japonesa 2013 foi a 22ª edição da Copa da Liga Japonesa. Iniciou-se em 20 de março e terminou em 2 de novembro do mesmo ano, com a final sendo jogada no Estádio Olímpico. Além de participar da Copa Suruga Bank do ano seguinte.
Sendo disputada em quatro fases: fase de grupos, quartas, semifinais e final. Na fase de grupos, as equipes são distribuídas em dois grupos - A e B - com exceção dos quatro times classificados a Liga dos Campeões Asiática que entram nas quartas. onde se juntam aos dois melhores de cada grupo, em jogos de ida e volta com exceção da final, que e em jogo único. seu campeão foi o Kashiwa Reysol que sagrou-se bicampeão da competição, ao bater o Urawa Reds, por 1 a 0 na final

## Fase de grupos
| Legenda                           |
| --------------------------------- |
| Classificados às quartas-de-final |
| Eliminados                        |

### Grupo A
| Equipe              | Pts | J | V | E | D | GP | GC | SG |
| ------------------- | --- | - | - | - | - | -- | -- | -- |
| Yokohama F. Marinos | 15  | 6 | 5 | 0 | 1 | 9  | 2  | +7 |
| Kawasaki Frontale   | 11  | 6 | 3 | 2 | 1 | 8  | 4  | +4 |
| Júbilo Iwata        | 10  | 6 | 3 | 1 | 2 | 10 | 7  | +3 |
| Shonan Bellmare     | 7   | 6 | 2 | 1 | 3 | 4  | 6  | −2 |
| RB Omiya Ardija     | 6   | 6 | 2 | 0 | 4 | 7  | 11 | −4 |
| Ventforet Kofu      | 5   | 6 | 1 | 2 | 3 | 6  | 9  | −3 |
| Shimizu S-Pulse     | 5   | 6 | 1 | 2 | 3 | 6  | 11 | −5 |

### Grupo B
| Equipe              | Pts | J | V | E | D | GP | GC | SG |
| ------------------- | --- | - | - | - | - | -- | -- | -- |
| Cerezo Osaka        | 15  | 6 | 5 | 0 | 1 | 12 | 4  | +8 |
| Kashima Antlers     | 15  | 6 | 5 | 0 | 1 | 10 | 5  | +5 |
| Albirex Niigata     | 10  | 6 | 3 | 1 | 2 | 6  | 5  | +1 |
| Yokohama F. Marinos | 5   | 6 | 1 | 2 | 3 | 7  | 9  | -2 |
| RB Omiya Ardija     | 5   | 6 | 1 | 2 | 3 | 7  | 10 | -3 |
| Consadole Sapporo   | 5   | 6 | 1 | 2 | 3 | 6  | 11 | -5 |
| Vissel Kobe         | 4   | 6 | 1 | 1 | 4 | 6  | 10 | -4 |

## Fase finais

### Equipes classificadas
| Kashiwa Reysol      | Cerezo Osaka        |
| Sanfrecce Hiroshima | Kashima Antlers     |
| Vegalta Sendai      | Kawasaki Frontale   |
| Urawa Red Diamonds  | Yokohama F. Marinos |

| Chave de cores                                |
| --------------------------------------------- |
| Classificados diretamente às quartas-de-final |
| Vindos da fase de grupos                      |

#### Confrontos
|  | Quartas-de-final    | Quartas-de-final  | Quartas-de-final | Quartas-de-final |   |                     | Semifinais | Semifinais | Semifinais | Semifinais |  |  | Final              | Final |
|  |                     |                   |                  |                  |   |                     |            |            |            |            |  |  |                    |       |
|  | Cerezo Osaka        | 0                 | 1                | 1                |   |                     |            |            |            |            |  |  |                    |       |
|  | Urawa Red Diamonds  | 2                 | 1                | 3                |   |                     |            |            |            |            |  |  |                    |       |
|  | Urawa Red Diamonds  | 2                 | 1                | 3                |   | Urawa Red Diamonds  | 2          | 1          | 3          |            |  |  |                    |       |
|  |                     |                   |                  |                  |   | Urawa Red Diamonds  | 2          | 1          | 3          |            |  |  |                    |       |
|  |                     | Kawasaki Frontale | 3                | 0                | 3 |                     |            |            |            |            |  |  |                    |       |
|  | Kawasaki Frontale   | Kawasaki Frontale | 3                | 0                | 3 | 2                   | 3          | 5          |            |            |  |  |                    |       |
|  | Kawasaki Frontale   |                   |                  |                  |   | 2                   | 3          | 5          |            |            |  |  |                    |       |
|  | Vegalta Sendai      | 1                 | 2                | 3                |   |                     |            |            |            |            |  |  |                    |       |
|  |                     |                   |                  |                  |   |                     |            |            |            |            |  |  | Urawa Red Diamonds | 0     |
|  |                     |                   | Kashiwa Reysol   | 1                |   |                     |            |            |            |            |  |  |                    |       |
|  | Yokohama F. Marinos | 2                 | 3                | 5                |   |                     |            |            |            |            |  |  |                    |       |
|  | Kashima Antlers     | 0                 | 1                | 1                |   |                     |            |            |            |            |  |  |                    |       |
|  | Kashima Antlers     | 0                 | 1                | 1                |   | Yokohama F. Marinos | 0          | 2          | 2          |            |  |  |                    |       |
|  |                     |                   |                  |                  |   | Yokohama F. Marinos | 0          | 2          | 2          |            |  |  |                    |       |
|  |                     | Kashiwa Reysol    | 4                | 0                | 4 |                     |            |            |            |            |  |  |                    |       |
|  | Sanfrecce Hiroshima | Kashiwa Reysol    | 4                | 0                | 4 | 1                   | 1          | 2          |            |            |  |  |                    |       |
|  | Sanfrecce Hiroshima |                   |                  |                  |   | 1                   | 1          | 2          |            |            |  |  |                    |       |
|  | Kashiwa Reysol      | 2                 | 0                | 2                |   |                     |            |            |            |            |  |  |                    |       |

### Quartas de final

#### Jogos de ida
| 23 de junho | Kashima Antlers | 0 – 2 | Yokohama F. Marinos           | Kashima Soccer Stadium, Kashima   |
| 18:04       |                 |       | Nakamura 18' · Marquinhos 79' | Público: 13,099 Árbitro: Murakami |

| 23 de junho | Kawasaki Frontale          | 2 – 1 | Vegalta Sendai   | Todoroki Athletics, Kawasaki    |
| 18:00       | Kobayashi 36' · Renato 77' |       | Matsushita 90+3' | Público: 10,711 Árbitro: Matsuo |

| 23 de junho | Cerezo Osaka | 0 – 2 | Urawa Red Diamonds | Nagai Stadium, Osaka            |
| 19:04       |              |       | Koroki 9', 56'     | Público: 16,602 Árbitro: Iemoto |

| 23 de junho | Sanfrecce Hiroshima | 1 – 2 | Kashiwa Reysol        | Stadium Hiroshima, Hiroshima   |
| 19:03       | Takahagi 59'        |       | Tanaka 55' · Kudo 61' | Público: 9,427 Árbitro: Kimura |

#### Jogos de volta
| 30 de junho | Yokohama F. Marinos                     | 3 – 1 | Kashima Antlers | Nissan Stadium, Yokohama       |
| 19:00       | Saito 39' · Marquinhos 59' · Narawa 90' |       | Davi 65'        | Público: 14,038 Árbitro: Ogiya |

| 30 de junho | Vegalta Sendai | 2 – 3 | Kawasaki Frontale              | Yurtec, Sendai                |
| 18:04       | Wilson 4', 68' |       | Nakamura 10', 41' · 50' Moriya | Público: 11,176 Árbitro: Sato |

| 30 de junho | Urawa Red Diamonds | 1 – 1 | Cerezo Osaka | Saitama 2002, Saitama         |
| 18:00       | Umesaki 34'        |       | Minamino 6'  | Público: 22,743 Árbitro: Iida |

| 30 de junho | Kashiwa Reysol | 0 – 1 | Sanfrecce Hiroshima | Hitachi Kashiwa, Kashiwa     |
| 19:00       |                |       | Sato 59'            | Público: 7,775 Árbitro: Tojo |

### Semifinais

#### Jogos de volta
| 7 de setembro | Kawasaki Frontale           | 3 – 2 | Urawa Red Diamonds | Todoroki Athletics, Kawasaki    |
| 18:00         | Renato 67' · Okubo 79', 80' |       | 45', 47' Koroki    | Público: 19,193 Árbitro: Kimura |

| 7 de setembro | Kashiwa Reysol                            | 4 – 0 | Yokohama F. Marinos | Hitachi Kashiwa, Kashiwa         |
| 19:04         | Tanaka 18', 44' · Jorge Wagner 45+2', 85' |       |                     | Público: 10,532 Árbitro: Yoshida |

| 12 de outubro | Yokohama F. Marinos             | 2 – 0 | Kashiwa Reysol | NHK Mitsuzawa, Yokohama         |
| 13:00         | Marquinhos 32' · Yūhei Satō 48' |       |                | Público: 10,071 Árbitro: Iemoto |

| 12 de outubro | Urawa Red Diamonds | 1 – 0 | Kawasaki Frontale | Saitama Stadium, Saitama           |
| 17:00         | Koroki 80'         |       |                   | Público: 27,197 Árbitro: Nishimura |

### Final
O campeão terá o direito de decidir na sua casa, a Copa Suruga Bank de 2014. ainda em data há ser definida.

## Premiação
| Copa da Liga Japonesa 2013         |
| ---------------------------------- |
| Kashiwa Reysol Campeão (2º título) |